# 不列颠南非公司
不列颠南非公司（英語：British South Africa Company，縮寫：BSAC或者BSACo），由塞西尔·罗兹通过合并中央研究协会和探索有限公司建立，是一家拥有皇家特许权的特许公司。公司是效仿不列颠东印度公司建立的，目标是殖民、开发南非、中非，和其他国家一起瓜分非洲。亞伯科恩公爵和阿爾弗雷德·拜特等名人都是公司的董事。

## 贸易

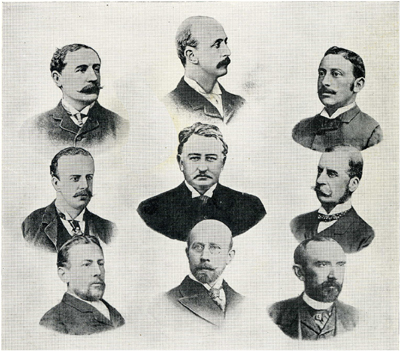
不列颠南非公司第一届董事会成员

公司有权和洛本古拉（Lobengula）等非洲国王进行贸易。公司也有权建立银行，拥有、管理、赋予和分配土地，建立警察部队（先锋者纵队，后为不列颠南非警察）。不过，公司要发展自己的领地，尊敬当地法律，保障贸易自由，尊重当地宗教。不过，罗兹等白人移民并没有履行上述承诺，不断逼迫非洲国王让出采矿权和领地特许权，建立白人政府，进行无视当地法律的管治。

## 安全
公司有权组建自己的军队。公司运用这支军队，在两次战争中（第一次马塔贝莱兰战争和第二次马塔贝莱兰战争），先后击败了马塔贝莱兰人（Matabele）和紹納人（Shona）。英国人在战争中首次使用了马克沁机枪，杀伤了5,000名马塔贝莱兰战士。公司在战后建立了赞比西亚（后称罗德西亚）这个新领地。

### 奖章

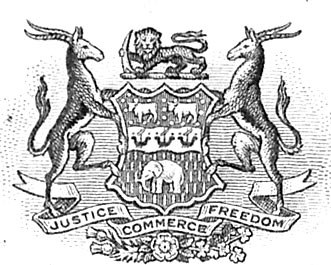
不列颠南非公司纹章

1896年，维多利亚女王批准公司向每一名曾参与第一次马塔贝莱兰战争的士兵，颁发奖章。1897年，维多利亚女王又批准公司向每一名曾参与第二次马塔贝莱兰战争罗德西亚战役和马绍纳兰战役的士兵，颁发另一奖章。南罗德西亚政府在1927年重新向先锋者纵队（Pioneer Column，公司早期的警察部队）的成员颁发了这一奖章。

## 政治
1914年，公司的皇家特许权到期，英王因此再次赋予公司特许权，还给予了罗德西亚居民更多政治权利。1922年，公司开始和有意吞并南罗德西亚的南非联邦政府进行谈判。南罗德西亚因此举行了一次公投，结果南罗德西亚放弃了加入南非联邦，建立了独立的自治殖民地。
1923年，公司的皇家特许权再次到期，英王没有再延长公司的特许权，相反，英王赋予了南罗德西亚自治殖民地、北罗德西亚保护国的地位。

## 收益
在失去罗德西亚的直接管治权之前，公司的收益都不足以为股东提供股息。1933年，公司向南罗德西亚政府出售了自己在当地的采矿权，但保留了自己在北罗德西亚的采矿权，也保留了带来丰厚利润的矿井、铁路、土地和农场。

## 合并
1964年，公司被迫向赞比亚（旧北罗德西亚）政府让出采矿权。次年，公司和中央矿业及投资有限公司（Central Mining & Investment Corporation Ltd）、联合矿业选择公司（Consolidated Mines Selection Company Ltd）合并，是为特许联合有限公司（Charter Consolidated Ltd），新公司有三分之一的股份，都是由英美股份有限公司持有。